# Муравкино
Муравкино — село в Гаврилово-Посадском районе Ивановской области России, входит в состав Гаврилово-Посадского городского поселения.

## География
Село расположено на берегу речки Чистуха (приток Воймиги) в 5 км на север от райцентра города Гаврилов Посад.

## История
До 1864 года Муравкино было деревней и состояло в приходе села Ярышева. В 1864 году крестьяне деревни Муравкиной построили свою каменную двухэтажную пятиглавую церковь с колокольней и образовали самостоятельный приход. Престолов в церкви было два: в нижнем этаже — в честь Святителя и Чудотворца Николая и в верхнем этаже — во имя Святого великомученика Георгия. В 1893 году приход состоял из села и деревень Бексарево и Шестово. Всех дворов в приходе 140, мужчин — 371, женщин — 455. С 1883 года в селе существовала земская народная школа. 
В конце XIX — начале XX века село входило в состав Гавриловской волости Суздальского уезда Владимирской губернии.
С 1929 года село входило в состав Закомельского сельсовета Гаврилово-Посадского района, с 1983 года — в составе Ярышевского сельсовета, с 2005 года — в составе Гаврилово-Посадского городского поселения.

## Население
| 1859 | 1905 | 2010 |
| ---- | ---- | ---- |
| 244  | ↗342 | ↘4   |

## Достопримечательности
Главной архитектурной достопримечательностью села была построенная во второй половине XIX века Церковь Николая Чудотворца. Она была закрыта в 1936 году и в перестроенном виде использовалась как клуб. в 90-е годы XX века здание бывшей церкви было практически полностью разобрано на кирпич. 
В 2013 году по инициативе бывших жителей села Муравкино в непосредственной близости от руин старой церкви было начато строительство новой часовни

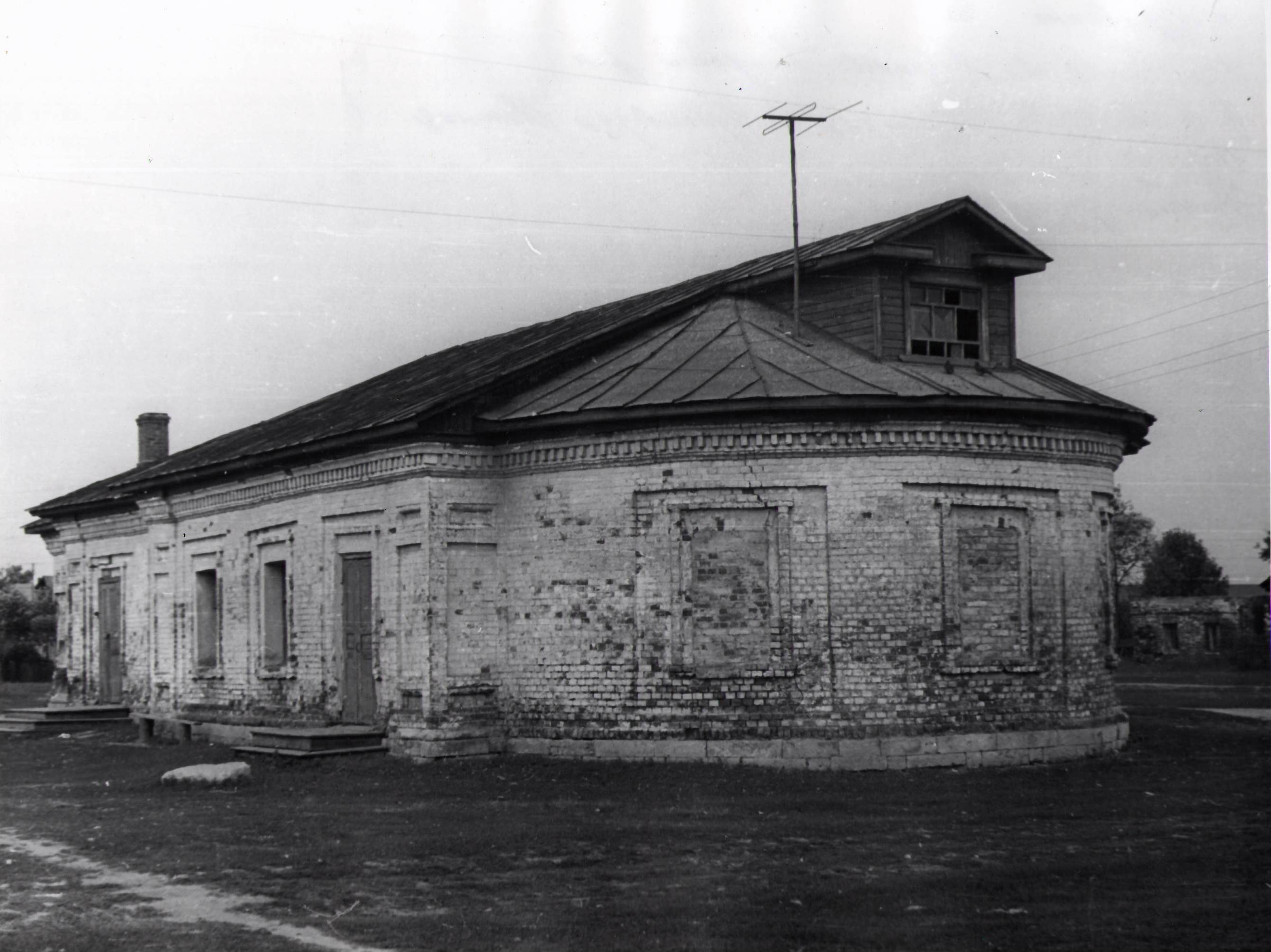
Бывшее здание церкви Николая Чудотворца, приспособленное под клуб.